# Adam Porzelt
Adam Porzelt (* 5. Februar 1891 in Schwetzingen; † 1. September 1965) war ein deutscher Geodät, Ministerialbeamter und Politiker (BCSV, CDU).

## Leben
Porzelt besuchte die Oberrealschule und absolvierte im Anschluss ein Studium der Geodäsie, das er mit der Staatsprüfung abschloss. Er schlug eine Beamtenlaufbahn ein und war später als Oberregierungsrat beim Badischen Vermessungsamt tätig. Von 1954 bis 1957 amtierte er als Präsident des Landesvermessungsamtes Baden-Württemberg. Zuletzt wurde er zum Regierungsdirektor befördert. Weitere Funktionen bekleidete er als Vorsitzender des Verwaltungsrates der Bezirkssparkasse und beim Wohnungsamt in Wolfach.
Porzelt war bis 1933 Mitglied der Zentrumspartei. Nach dem Zweiten Weltkrieg trat er in die Badische Christlich-Soziale Volkspartei (BCSV) ein, die 1947 in CDU Baden umbenannt wurde. Von 1946 bis 1951 war er Vorsitzender des CDU-Kreisverbandes Wolfach. Als Kommunalpolitiker war er Stadtrat und stellvertretender Bürgermeister in Wolfach sowie Mitglied der Kreisversammlung und des Kreisausschusses im Landkreis Wolfach. Im Kreistag war er Vorsitzender der CDU-Fraktion.
Dem Badischen Landtag gehörte Porzelt vom 13. Juli 1949, als er für den verstorbenen Abgeordneten Hans Schloeder nachrückte, bis zu dessen Auflösung im Jahre 1952 an. Im Parlament vertrat er den Wahlkreis 10 (Wolfach-Villingen).
Adam Porzelt war verheiratet mit Maria, geb. Diemer, und hatte zwei Kinder.